# 姉崎正治
姉崎 正治（あねさき まさはる、1873年〈明治6年〉7月25日 - 1949年〈昭和24年〉7月23日）は、日本の宗教学者、著作家。日本における宗教学の祖とされる。
『帝国文学』共同創刊者、東京帝国大学宗教学講座初代教授、日本宗教学会初代会長、無所属倶楽部所属の貴族院帝国学士院会員議員。号は「嘲風」（ちょうふう）。

## 経歴
出世から修学期
1873年、京都府で生まれた。父は桂宮家に仕える士族であった。少年期に仏教活動家平井金三の仏教系英学塾オリエンタルホールで英語を学ぶ。第三高等中学校を経て、1893年、東京帝国大学哲学科に入学。井上哲次郎、ケーベルについて学ぶ。1896年、同大学同学科を卒業した。
宗教学者として
1897年には哲学館（東洋大学）で「比較宗教学」を担当、講義し、前後して、浄土高等学院（大正大学）、東京専門学校（早稲田大学）でも講義を開始した。1900年、宗教学の体系的な書籍である『宗教学概論』を著す。同1900年より三年間、ドイツ・イギリス・インドに留学。ドイツではパウル・ドイセン、ヘルマン・オルデンベルク、アルブレヒト・ヴェーバー、イギリスではトーマス・ウィリアム・リス・デイヴィッズに東洋学を学ぶ。1903年、帰国。
1904年、東京帝国大学教授となる。1905年には同大学神道、仏教、基督教の三教の宗教家懇談会を主催する。また、諸宗教の相互理解と協力組織の帰一協会にも尽力する。ジャパン・レビューにも寄稿した。1907年からは日蓮宗大学（立正大学）で講師も担当する。1914年前後、服部宇之吉とともにハーバード大学に招聘され、後のハーバード燕京図書館の蔵書となる和書を寄贈した。1923年から1934年には、東京帝国大学図書館長を務め、関東大震災の被害に遭った図書館の復興に尽力した。また、1930年に日本で初めて宗教学の学術研究団体として日本宗教学会が設立されると、初代会長となった。
1933年には、宮中の講書始の控えに選ばれ、1935年には正式に選ばれた。同年1月28日、昭和天皇に「十七條憲法の外国語譯文」と題して洋書の進講を行った。
1939年（昭和14年）7月22日、補欠選挙で貴族院帝国学士院会員議員に互選され、無所属倶楽部に所属し1947年（昭和22年）5月2日の貴族院廃止まで在任した。1949年、脳溢血のため死去。墓所は鎌倉市妙本寺。

## 人物
- 宗教学者として神道・インド宗教（仏教）・キリスト教・新宗教を研究した。東京帝国大学宗教学講座（現・宗教学研究室）を開設、同初代教授として日本の宗教学の発展の基礎を築いた。東京大学宗教学研究室には、彼の写真が今も飾られている。
- 学問研究の分野だけではなく、文人としても優れた才能を持ち、帝大在学中には高山樗牛らと『帝国文学』を創刊した。高山の死後、笹川臨風とともに『樗牛全集』を編集した。盛岡中学校在校中の石川啄木と交流があり、自らの主宰する雑誌『時代思潮』に啄木の詩を載せた。ベルリン大学留学中にリヒャルト・ワーグナーの楽劇に魅せられ、明治末期に知識人たちの間にワーグナー・ブームを巻き起こした[9]。
- 号の嘲風（とうふう）は、豆腐売りの掛け声を聞いて思いついたという。
  - 花まつり - 言葉の起源とされる、1901年にベルリンで催された「Blumen Fest（ブルーメンフェスト）」の発起人の一人。

## 栄典
- 1918年（大正7年）6月29日 - 勲三等瑞宝章[10]
- 1928年：レジオンドヌール勲章受章。

## 著作

### 単著（日本語）
- 『印度宗教史』 井上哲次郎校閲 金港堂書籍、1897年
- 『印度宗教史考:全』 井上哲次郎校閲 金港堂書籍、1898年
- 『佛教聖典史論』 経世書院、1899年
- 『宗教學概論』 東京専門学校出版部、1900年[11]
- 『上世印度宗教史』 博文館、1900年
- 『現身佛と法身佛』 有朋館、1904年
- 『復活の曙光』 有朋館、1904年
- 『國運と信仰』 弘道館、1906年
- 『花つみ日記』 博文館、1909年
- 『根本佛教』 博文館、1910年
- 『宗教と教育』 博文館、1912年
- 『法華經の行者日蓮』 博文館、1916年
- 『大戰と戰後の新局面』 博文館、1917年
- 『交戰國民の心理状態』 博文館、1917年
- 『解説要本法華經の行者日蓮』 博文館、1917年
- 『新時代の宗教』 博文館、1918年
- 『現代青年の宗教心』 博文館、1918年
- 『社會問題と教育問題』 博文館、1918年
- 『世界文明の新紀元』 博文館、1919年
- 『宗教生活と社會問題』 通俗大學會、1919年
- 『社會の動搖と精神的覺醒』 博文館、1920年
- 『少年裁判及監視制度』 博文館、1922年
- 『物質文化より精神文化へ』 世界思潮研究会、1922年
- 『切支丹宗門の迫害と潜伏』 同文館、1925年
- 『現身佛と法身佛』 前川文榮閣、1925年
- 『切支丹禁制の終末』 同文館、1926年

### 単著（英語）
- 『The four Buddhist āgamas in Chinese : a concordance of thier parts and of the corresponding counterparts in the Pāli nikāyas 』 ケリー&ウォルシュ、1908年
- 『Religious history of Japan : an outline with two appendices on the textual history of the Buddhist scriptures』 1907年初版
- 『Nichiren:the buddhist prophet』 ハーバード大学出版局、1916年
- 『The religious and social problems of the Orient : four lectures given at the University of California under the auspices of the Earl Foundation, Pacific School of Religion』 マクミラン出版社、1923年

### 共編
- 『高山樗牛全集』 齋藤信策共編 博文館、1904年 増補版、1916年
- 『樗牛全集:改訂註釋』 笹川種郎共編  博文館、1925年

### 翻訳
- 『宗教哲學』エドゥアルト・フォン・ハルトマン著、博文館、1898年

"Religion des Geistes"
- 『意志と現識としての世界』アルトゥル・ショーペンハウアー著、博文館 1910年

"Die Welt als Wille und Vorstellung"
- 『信教の自由と學問の獨立』ルイージ・ルツァツチ（英語版）著、鈴木宗忠共訳 大同館 1915年

Luigi Luzzatti "Liberti di conscienza e di scienza: studi storici del diritto constituzionale"：原著はイタリア語であるが、ドイツ語版から翻訳されている。
- 『理想主義と現代文化』ジョージ・アダムス著、博文館 1921年

Adams, George Plimpton "Idealism and the Modern Age"